# علی‌اکبر صادقی
علی‌اکبر صادقی (زادهٔ ۲ آذر ۱۳۱۶) از پیشگامان هنر نوگرای ایران و از نقاشان صاحبنام سبک سورئالیسم در ایران است. او همچنین از هنرمندان مطرح در زمینه تصویرگری کتاب کودک و طراحی گرافیک و از کارگردان صاحب سبک در پویانمایی در ایران است.
صادقی به عنوان چهره ماندگار کشور شناخته و از او تجلیل شده است.

## زندگی
علی اکبر صادقی از ۵ سالگی کار نقاشی را آغاز نمود. او دوران ابتدائی را با موفقیت به پایان رساند. ولی در دوره دبیرستان توجهش بیشتر متوجه نقاشی بود و به درس‌های دیگر زیاد اهمیتی نمی‌داد. در همین دوران بود که در یک مغازه نوشت‌افزار به خاطر این که وسایل نقاشی می‌فروخت به عنوان شاگرد شروع به کار کرد. او در دوران دبیرستان زیر نظر آواک هایراپتیان نقاشی آبرنگ را آموخت. صادقی در سال ۱۳۳۷ در دانشکده هنرهای زیبای دانشگاه تهران تحصیل خود را ادامه داد. سپس در سال ۱۳۳۸ سبک ویژه‌ای را در هنر ویترای یا شیشه‌بند منقوش با حال و هوای سبک ایرانی ابداع کرد. او سال‌ها به شیوه‌های گوناگون در زمینه‌های مختلف نقاشی همچون ساختن پوستر فیلم، گرافیک تبلیغاتی، طراحی بسته‌بندی و جلد کتاب کار کرد.
صادقی پس از پایان تحصیل از دانشکده هنرهای زیبا به پیشنهاد کانون پرورش فکری کودکان و نوجوانان دست به ساخت چند فیلم پویانمایی زد. وی فعالیت هنری را از سال ۱۳۵۰ در کانون پرورش فکری کودکان و نوجوانان با فیلم نقاشی متحرک به نام هفت شهر آغاز کرد و برای این سازمان چند کتاب را تصویرسازی کرد. او در این هنگام در زمینه نقاشی متحرک، تصویرگری کتاب، نقاشی آبرنگ و رنگ و روغن چیره‌دست بود.
صادقی علاوه بر کارهای تصویری، چند کتاب هم برای کانون منتشر کرد. او همچنین در تهیه چند فیلم برای کانون شرکت داشت که در آنها از شیوه خاص نقاشی خود بهره گرفت. این فیلم‌ها در جشنواره‌های جهانی مورد استقبال فراوان قرار گرفتند و او ۱۵ جایزه را از آن خود نمود. او همچنین ۴ جایزه بین‌المللی برای تصویرگری کتاب دریافت کرد.
در سال ۱۳۵۶ صادقی فیلمسازی را به کلی کنار گذاشت و به نقاشی به سبک سورئالیسم روی آورد. او در سال ۱۳۶۷ پس از سال‌ها دوری از نقاشی آبرنگ آن را از سر گرفت. صادقی کارهای اولیه نقاشی خود را با آبرنگ انجام داد. ولی از زمانی که وارد دانشکده هنرهای زیبا شد، استفاده از رنگ روغن را در کارهای تصویری آغاز کرد.
جایزه اول تصویرگران کتاب آسیا در سال ۱۹۷۸ برای کتاب عبادتی چون تفکر نیست، جایزه اول جشنواره لایپزیک در سال ۱۹۸۰ به عنوان زیباترین کتاب پیروزی و جایزه اول گرافیک برای بهترین تصویرگری کتاب سال تهران در سال ۱۳۶۸ از جمله جوایزی هستند که صادقی دریافت کرده‌است.
او با سمت داور در دوره ششم و هفتم جشنواره بین‌المللی فیلم‌های کودکان و نوجوانان شرکت داشته‌است.
صادقی در طول ۲۰ سال گذشته در زمینه‌های هنری فعال بوده‌است. در مجموع او در ۲۵ نمایشگاه انفرادی و گروهی در داخل و خارج از کشور شرکت داشته و ۷ کتاب از مجموعه نوشته‌های او به چاپ رسیده‌است.
شیوه کار او نوعی سوررئالیسم ایرانی است که بر پایه شیوه نقاشی سنتی و قهوه‌خانه‌ای بنا شده‌است. او در نقاشی‌های خود از اساطیر و فرهنگ ایرانی بهره می‌گیرد. در بسیاری از کارهای اولیه صادقی، حضور یک یا چندین سلحشور با پوشش‌های جنگاوران ایران باستان چشمگیر است. برخی از این جنگاوران چهره خود علی اکبر صادقی را دارند، گوئی که خودنگاره‌ای از هنرمند هستند.
علی اکبر صادقی در سال ۱۳۸۷ به عنوان چهره ماندگار کشور معرفی شد.

## کتب
- زمزمه‌ها: آبرنگ‌های علی‌اکبر صادقی، انتشارات نگار، ۱۳۷۰.

## فیلم‌شناسی
| سال  | عنوان       | منبع  |
| ---- | ----------- | ----- |
| ۱۳۵۰ | هفت شهر     | [ ۲ ] |
| ۱۳۵۱ | گلباران     |       |
| ۱۳۵۱ | من آنم که   |       |
| ۱۳۵۲ | بی‌حجاب      |       |
| ۱۳۵۲ | ملک خورشید  | [ ۳ ] |
| ۱۳۵۳ | رخ          | [ ۴ ] |
| ۱۳۵۶ | زال و سیمرغ | [ ۵ ] |
| ۱۳۸۴ | ائتلاف      |       |

## تصویرگری کتاب
- پهلوان پهلوانان ۱۳۴۹
- عبدالرزاق پهلوان ۱۳۵۱
- گردآفرید ۱۳۵۲
- عبادتی چون تفکر نیست، سخنان حضرت محمد ۱۳۵۳
- حقیقت بلندتر از آسمان، سخنان امام جعفر صادق ۱۳۵۳
- مفرغ‌سازان ۱۳۵۳
- باران، آفتاب و قصه کاشی، ۱۳۵۳
- فرزند زمان خویش باش، سخنان حضرت علی
- شطرنج بازی کنیم، ۱۳۵۴
- مادر پیامبر، ۱۳۵۵
- سفرهای سندباد بحری، ۱۳۵۵
- آنها زنده‌اند، زندگینامه حضرت زینب ۱۳۵۶
- با هم زندگی کنیم، ۱۳۵۶
- گذری به چهار محال و بختیاری، ۱۳۵۶
- آتش باش تا برافروزی، سخنان خواجه عبدالله انصاری ۱۳۷۵
- پیروزی
- هفت خوان رستم
- فصل رسوم با عنوان چهارشنبه سوری
- در بازی‌های آسیایی
- یکی از جلدهای مجموعه کتاب‌های قصه‌های خوب برای بچه‌های خوب

## نمایشگاه‌های انفرادی
- گالری شهر لشو دو فوند ـ سوئیس ۱۳۶۷
- نگارخانه سبز ـ تهران ۱۳۶۸
- نگارخانه سبز ـ نقاشی‌های آبرنگ ـ تهران ۱۳۷۰
- نگارخانه سبز ـ نقاشی‌های آبرنگ ـ ایران سرزمین مهر، بخش اول ـ تهران ۱۳۷۱
- نگارخانه سبز ـ نقاشی‌های آبرنگ ـ ایران سرزمین مهر، بخش دوم ـ تهران ۱۳۷۱
- نگارخانه سبز ـ نقاشی‌های رنگ روغن طراحی ـ تهران ۱۳۷۱
- نگارخانه سبز ـ نقاشی‌های آبرنگ ـ تهران ۱۳۷۱
- نگارخانه سبز ـ نقاشی‌های آبرنگ ـ ایران سرزمین مهر ـ تهران ۱۳۷۲
- نگارخانه سبز ـ نقاشی‌های آبرنگ ـ کرمان، یادوارهٔ حضور ـ تهران ۱۳۷۵
- نمایشگاه فرهنگ و هنر ایران ـ نقاشی‌های آبرنگ و رنگ روغن ـ سوئیس ۱۳۷۵
- نگارخانه سبز ـ نقاشی‌های رنگ روغن ـ تهران ۱۳۷۶
- نگارخانه سبز ـ نقاشی‌های رنگ روغن ـ تهران ۱۳۷۷
- گالری آریا ـ مروری بر آثار علی اکبر صادقی ـ تهران ۱۳۸۴
- نمایشگاه گالری فیوز (سر به سر) - تهران ۱۳۹۷

## جوایز تصویرگری کتاب
- جایزه اول کتاب تصویرگران آسیا (نوما) برای کتاب‌های عبادتی چون تفکر نیست، پهلوان پهلوانان و سفرهای سندباد بحری ۱۹۷۸
- جایزه اول جشنواره لایپزیگ آلمان برای کتاب عبادتی چون تفکر نیست به عنوان زیباترین کتاب ۱۹۸۰
- جایزه اول اولین نمایشگاه گرافیک ایران برای بهترین تصویرگری کتاب ۱۳۶۴
- تقدیرنامه از کانون پرورش فکری کودکان و نوجوانان برای کتاب پیروزی ۱۳۶۸

## جوایز فیلم نقاشی متحرک

### جوایز فیلم انیمیشن "من آنم که..."
- جایزه صلح تصویر گاندی از طرف سازمان سیدالک در بیست و چهارمین جشنواره جهانی فیلم در برلین آلمان ۱۹۷۴
- پلاک برنز سیدالک در مجمع سالانه جهانی این سازمان در پاریس، فرانسه ۱۹۷۴

### جایزه‌های فیلم انیمیشن "رخ"
- پلاک برنز دوازدهمین جشنواره فیلم کراکوف، لهستان ۱۹۷۴
- پلاک طلای جشنواره جهانی فیلم ویرجین آیلندر، آمریکا۱۹۷۴ در این جشنواره ۲۰۰۰ فیلم از ۳۸ کشور شرکت داشتند.
- پلاک نقره از یازدهمین جشنواره جهانی فیلم شیکاگو، آمریکا ۱۹۷۵
- تقدیرنامه از جشنواره جهانی فیلم‌های کودکان لس آنجلس، آمریکا ۱۹۷۵
- تقدیرنامه از چهارمین جشنواره جهانی فیلم کارتون نیویورک، آمریکا
- تقدیرنامه از چهارمین جشنواره جهانی فیلم کارتون سن فرانسیسکو، آمریکا
- فیلم رخ به عنوان فیلم برجسته سال برای ارائه در جشنواره فیلم لندن برگزیده شد

### جوایز فیلم انیمیشن "گلباران"
- پلاک طلای هفتمین جشنواره فیلم‌های کودکان و نوجوانان تهران ۱۳۵۱
- تقدیرنامه از جشنواره جهانی فیلم‌های کوتاه تامپره ۱۹۷۳ فنلاند
- جایزه اتحادیه نقاشان شوروی ۱۹۷۴
- جایزه اول جشنواره جهانی فیلم‌های آموزشی لبنان ۱۹۷۴
- پلاک برنز جشنواره فیلم کلمبوس در اوهایوی آمریکا ۱۹۷۵
- پلاک برنز جشنواره فیلم کلمبوس در اوهایوی آمریکا به خاطر فکر و انگیزه ساختن فیلم گلباران ۱۱۹۷۵
- تقدیر نامه از جشنواره فیلم کارتون نیویورک ۱۹۷۵
- پلاک برنز جشنواره جهانی فیلم کارتون نیویورک ۱۹۷۵
- دیپلم افتخار چهارمین جشنواره بین‌المللی فیلم اودنسه دانمارک